# Siyang
Siyang, tidigare kallat Szeyang, är ett härad som lyder under Suqians stad på prefekturnivå i Jiangsu-provinsen i östra Kina. Det ligger omkring 190 kilometer norr om provinshuvudstaden Nanjing. 